# Підшкірний мансонельоз
Підшкі́рний мансонельо́з (англ. streptocerciasis; також відомий як інвазія, яку спричинює Mansonella streptocerca, стрептоцерко́з; застаріле — акантохейлонематоз, дипталонематоз, тетрапеталонематоз) — тропічний гельмінтоз з групи філяріїдозів, підгрупи підшкірних філяріїдозів. На сьогодні дуже часто розгляд відомостей про цього гельмінта виносять до розділу «Мансонельоз», де об'єднують інформацію про всі гельмінтози, які спричинюють нематоди з роду Mansonella, хоча за клінічними ознаками це не є правильним, адже вони мають великі розбіжності.

## Історичні відомості та актуальність
Збудника інвазії Mansonella streptocerca (син. — Acanthocheilonema streptocerca, Dipetalonema streptocerca, Tetrapetalonema streptocerca, Agamofilaria streptocerca, Esslingeria streptocerca) відкрив американський лікар та мікробіолог Вейн М. Мейєрс, який перебував у місії в Центральній Африці, що містилася в Бурунді на кордоні з Танзанією. Серед багатьох пацієнтів (30-40 тисяч), яких Мейерс спостерігав у тих регіонах у лепрозоріях, були такі, у яких наявність прокази викликала сумніви. Ці хворі мали ділянки шкіри зі зниженою пігментацією, що нагадувало туберкулоїдну форму прокази, але в тих ділянках не виявляли втрати больової чутливості, яка саме характерна для прокази. Мейерс провів протягом 1965—1973 років багаторазові біопсії цих ділянок у різних хворих та в 40 пацієнтів виявив у біоптатах дорослу форму Mansonella streptocerca.
На сьогодні цей гельмінтоз виявляють у людей в Центральній та Західній Африці. Найбільша захворюваність на півночі Уганди — сягає 85 % дорослих мешканців та 35 % дітей. Відмічені декілька випадків зараження, яке відбулося в людей у Гвінеї, що були завезені до Іспанії.

## Етіологія

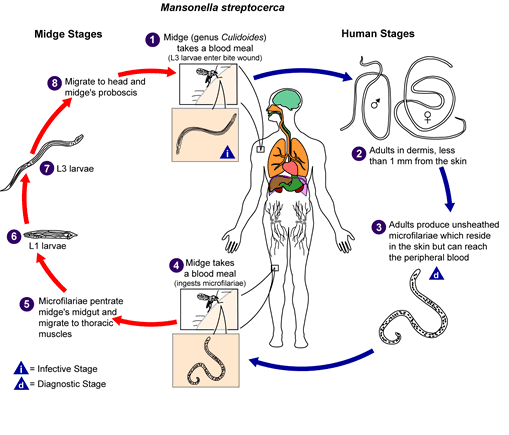
Життєвий цикл Mansonella streptocerca.

Життєвий цикл включає в себе два етапи — один проходить в організмі мокреців роду Culicoides з родини Ceratopogonidae (Cu. grahami та Cu. malnei), а інший — за участю людини-хазяїна. Мокреці живляться кров'ю людини, при цьому впорскують в місце укусу філярійних личинок третьої стадії. Всередині шкіри личинки розвиваються в дорослих особин, як правило, це відбувається менш ніж в 1 мм від поверхні шкіри. Самиці можуть досягати 27 мм завдовжки, завширшки — до 0,8 мм, самці — до 18 мм завдовжки при 0,4 мм завширшки. У той час як мікрофілярії можуть досягати 240 мкм завдовжки і до 50 мкм завширшки. Mansonella streptocerca мають коротші завитки ніж у Onchocerca volvulus — збудника онхоцеркозу. Після копуляції дорослих особин самиці періодично відроджують мікрофілярій, які більшістю залишаються в шкірі, але також частково можуть циркулювати в периферичній крові. Цих мікрофілярій потім заковтують мокреці, коли живляться кров'ю людини. Після цього мікрофілярії мандрують кишкою через гемоцеле до грудних м'язів мокреців. Там мікрофілярії розвиваються послідовно до личинок третьої стадії. У цій останній стадії личинки потрапляють до хоботка мокреців, звідти вже можуть згодом інфікувати незаражену до того людину під час живлення на ньому.

## Епідеміологічні особливості
Джерелом інфекції є заражені люди, в яких відбувається міграція мікрофілярій під шкірою. Можливим резервуаром вважають мавп Західної Африки — не з родини гомінідів. Передавання інфекції до здорових людей іде за допомогою трансмісивного механізму через укус людини мокрецями з роду Culicoides — Cu. grahami та Cu. malnei, які мешкають поблизу водойм і частіше за все кусають протягом всієї доби, хоча інші види мокреців вночі переважно не активні. Сприйнятливість невідома, часто хвороба розвивається в тих людей, які тривалий час перебувають на відкритому просторі у вологих місцях.

## Патогенез
Підшкірний мансонельоз слід віднести до тих філяріїдозів, де прояви найбільшою мірою є безсимптомними у більшості інфікованих суб'єктів. Личинки розвиваються в макроорганізмі та мігрують в шкірі. Вважають цілком ймовірним, що крім тих змін, які спричинює сам гельмінт (свербіння, певний набряк), деякі з патологічних змін, які розвиваються, індукує імунна відповідь на гельмінтоз. Підшкірний мансонельоз є мало вивченим в порівнянні з іншими філяріїдозами, тому що не має таких інвалідизуючих проявів як слоновість або ураження органу зору. Тому не так багато є інформації про його специфічний патогенез.

## Клінічні ознаки
Згідно МКХ-10 виділяють «Мансонельоз» (англ. Mansonelliasis В74.4).
Більшість заражених не мають скарг чи клінічних проявів. У клінічно значущих випадках головною ознакою є свербіж у тих місцях, де є підшкірні ураження. Висип, якщо він є, нагадує такий при онхоцеркозі, найчастіше в гострому періоді це папули, в хронічному періоді відбувається ще ліхеніфікація цих папул. Також з'являються гіпопігментовані плями, які на відміну від плям при поширеній у тих регіонах проказі зберігають больову чутливість при поколюванні голкою. Слоновість та ураження ока не відмічені.

## Діагностика
На сьогодні проводять звичайне мікроскопічне дослідження біоптату з шматочків шкіри, аби знайти мікрофілярій Mansonella streptocerca. Надрізи шкіри можна отримати за допомогою скальпеля і голки. Важливим є те, що зразок слід інкубувати від 30 хвилин до 2 годин у фізіологічному розчині, а лише після того досліджували. Це спонукає мікрофілярій, який були у шматочку шкіри, активно мігрувати до розчину. При світловій мікроскопії потрібно проводити ретельну диференціацію мікрофілярій Mansonella streptocerca від таких у Onchocerca volvulus. Для цього також розробили полімеразну ланцюгову реакцію (ПЛР), яку проводять з матеріалом з біоптату шкіри.

## Лікування
Як основний препарат для лікування рекомендують диетилкарбамазин, якій, як вважають діє як на мікрофілярії, так і на дорослі особини, але на сьогодні це не визначеним вселюдно. Вживання івермектину є не показаним через можливість виникнення багатьох тяжких побічних явищ.

## Профілактика
Для запобігання підшкірному мансонельозу рекомендують використання репелентів, переважно тих, що містять ДЕТА, аби не дати мокрецям здійснити укуси при подорожі людей в ендемічні райони. Безпосередню боротьбу з мокрецями (як це відбувається з комарами) визнали недоцільною. Вакцини для попередження цієї хвороби не існує.

## Зараження людей іншими мансонеллами
У США в Алабамі описали декілька випадків ураження людей білячим паразитом — Mansonella interstitium.